# 佐多町
佐多町（さたちょう）は、かつて鹿児島県の大隅半島の南端にあった町。肝属郡に属した。2005年3月31日に根占町と対等合併し、南大隅町が発足したのに伴い自治体としての佐多町は消滅した。

## 地理
大隅半島の南端に位置しており、南端部には日本本土最南端である佐多岬がある。町域の北部には稲尾岳、木場岳などがあり、海岸は断崖をなしていたため、近年になり国道269号などの道路が改修される以前は陸の孤島となっていた。
町内の多くは標高200mから500mに位置しており、その山間にある盆地に集落が散在している。
また大隅海峡を流れる黒潮の影響もあり、高温多湿の気候となっており亜熱帯性の植物が多数見られ、薩摩藩の薬園である佐多旧薬園では龍眼、レイシ、オオバゴムノキ、アカテツ、バンジロウなどの熱帯植物が栽培され、薬用や食用に用いられていた。
大字は伊座敷、郡、辺塚、馬篭の4大字から構成されており、現在の南大隅町佐多伊座敷、佐多郡、佐多辺塚、佐多馬籠にあたる。

## 歴史

### 原始期
佐多町内の全域にわたり、縄文後期、弥生後期の土器や石器が発見されている。中でも大泊貝塚があり、佐多岬ロードパークの入り口付近にある小丘からは大量の貝殻、土器、石器、魚骨などの破片が出土している。発見された土器は指宿式、市来式があった。

### 中世期
治暦5年（1069年）の禰寝氏の祖先とされる藤原頼光所領配分帳には、頼光の第三子に頼光が譲渡した所領のうちに「禰寝院内参村、田代、志天利、佐多」とあるのが地名の初見であると見られ、鎌倉幕府が成立した後禰寝高清が源頼朝より下文を賜り、佐多10町を地頭として治めていたとある。鎌倉末期には「佐田村」とも表記され、同時期には佐多氏惣領である親綱と弟のとの間に佐田村の支配において相違が生じたため、信親は禰寝氏本宗清保の子息を養子として、佐多西方を譲渡し、佐多氏の庶流は禰寝氏の惣領家によって支配された。

### 近世期

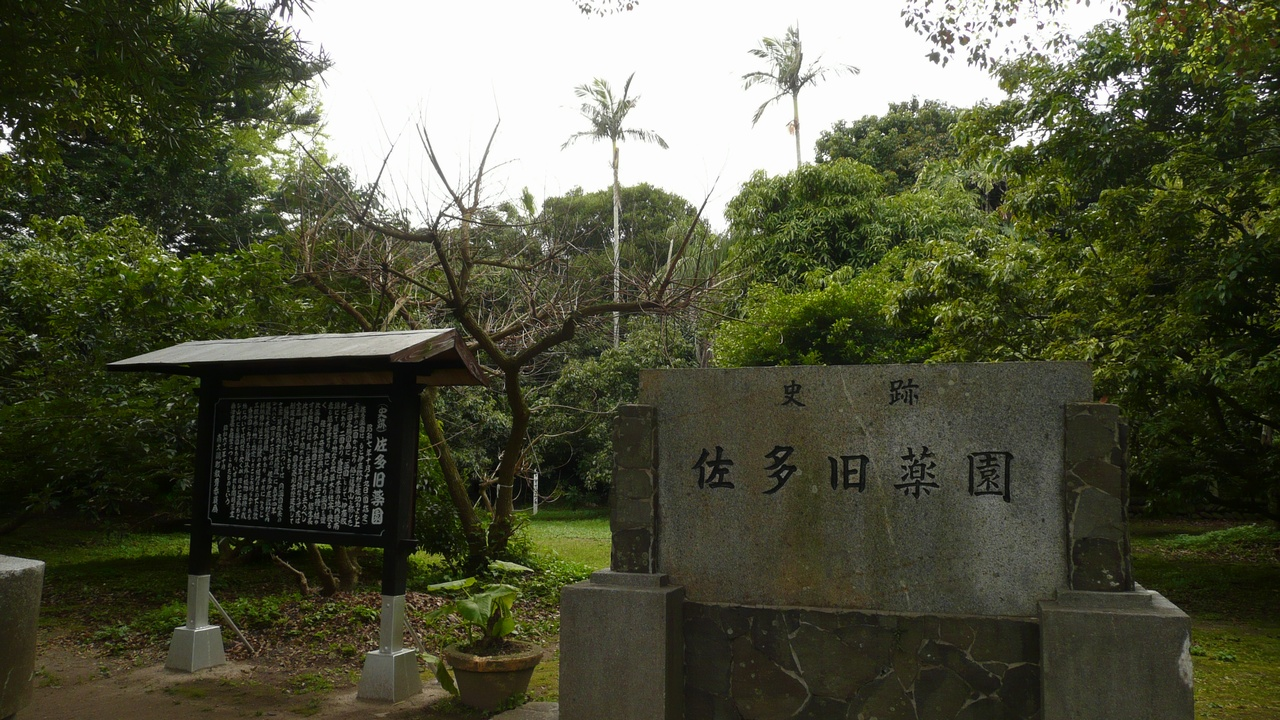
佐多旧薬園

「天保郷帳」に見える佐多町域の村として辺津加村、伊座敷村、山崎村、郡村の4ヵ村があり、全てが大隅郡佐多郷に属していた。その後の「薩藩政要録」では辺津加村は辺塚村となり、山崎村という名が消滅した代わりに馬籠村という名が見えるようになっている。また、村高は4村合計で2,610石余であった。
当地を治めていた、禰寝氏は後に吉利（現在の日置市日吉町吉利）に移封され、佐多は根占と同様に、島津氏の直轄領となった。立目崎は遠見番所が置かれ、薩摩藩の中でも主要な港のうちの一つであった。また、宝暦、明和年間頃に薩摩藩によって薬園が佐多旧薬園と上之園薬園の2ヵ所が設置され、薬草採取園として、多くの亜熱帯植物を栽培していた。
明治に入り、廃藩置県によって1871年（明治4年）7月には鹿児島県に属することになったが、同年11月に鹿児島県より分割され都城県に属することになり、1873年（明治6年）に再び鹿児島県に編入された。大区小区制に代わり、郡区町村制編制法が公布され大隅郡第79大区1小区から3小区に属していた。1887年（明治20年）に大根占郡から南大隅郡に所属変更し、1897年（明治30年）4月1日に郡区画改正が行われ、肝属郡に属するようになった。

### 沿革
- 1889年（明治22年）4月1日 - 町村制施行に伴い、伊座敷村、馬籠村、郡村、辺塚村が合併し佐多村として発足。
- 1947年（昭和22年）9月1日 - 佐多村が町制施行し、佐多町となる。
- 2005年（平成17年）3月31日 - 佐多町が根占町と対等合併し、南大隅町が発足。

## 地域

### 教育

#### 中学校
- 佐多町立第一佐多中学校

#### 小学校
- 佐多町立佐多小学校
- 佐多町立大泊小学校
- 佐多町立竹之浦小学校
- 佐多町立郡小学校
- 佐多町立大中尾小学校
- 佐多町立辺塚小学校
- 佐多町立島泊小学校

### 保育所
- はまゆう保育所

### 診療所
- 佐多町立大泊へき地出張診療所
- 佐多町立郡へき地出張診療所
- 佐多町立辺塚へき地出張診療所
- 佐多町立歯科診療所

### 郵便局
- 佐多郵便局

## 交通

### 空港
- 最寄り空港は鹿児島空港。

### 鉄道
- 町内を鉄道は通っていない。最寄り鉄道駅は九州旅客鉄道志布志駅・国分駅

### 道路

#### 高速道路
- 町内に高速道路は無い。最寄りの高速道路のインターチェンジは東九州自動車道国分IC

#### 国道
- 国道269号

#### 主要県道
- 鹿児島県道68号鹿屋吾平佐多線
- 鹿児島県道74号内之浦佐多線

#### 一般県道
- 鹿児島県道566号佐多岬公園線

#### 一般自動車道
- 佐多岬ロードパーク（合併後の2007年に南大隅町に移管され町道となった）

## 姉妹都市・友好都市
- 北海道 稚内市（四極交流盟約）
- 北海道 根室市（同上）
- 長崎県北松浦郡 小佐々町（同上）

## 名所・旧跡・観光スポット・祭事・催事

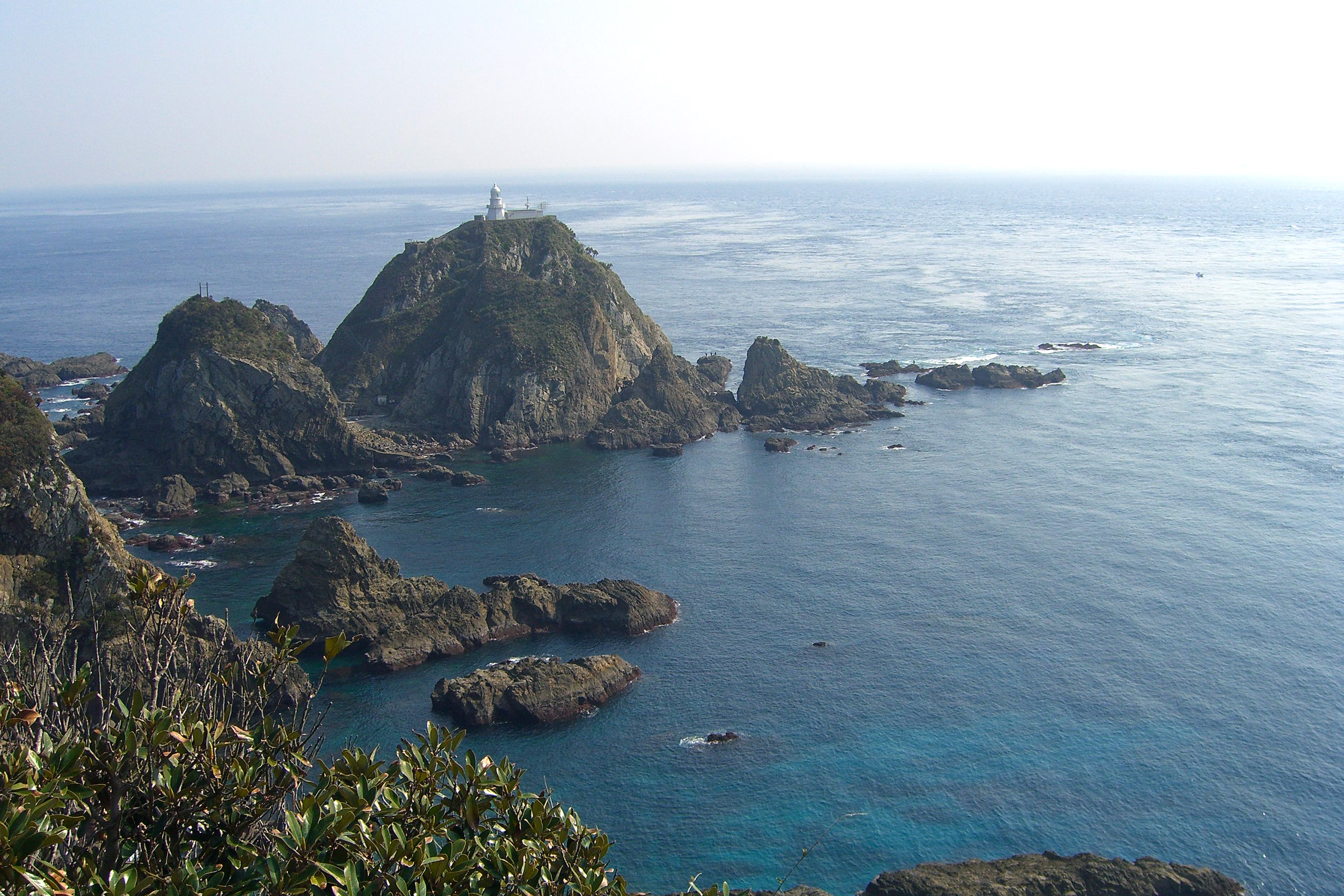
佐多岬展望公園から灯台を望む

- 佐多岬（日本本土最南端の地）
- 佐多旧薬園（国の史跡）
- ソテツ自生地（国の特別天然記念物）
- 半潜水型水中展望船「さたでい号」